# French Settlement
French Settlement é uma vila localizada no estado americano de Luisiana, na Paróquia de Livingston.

## Demografia
Segundo o censo americano de 2000, a sua população era de 945 habitantes.
Em 2006, foi estimada uma população de 1081, um aumento de 136 (14.4%).

## Geografia
De acordo com o United States Census Bureau tem uma área de
7,0 km², dos quais 7,0 km² cobertos por terra e 0,0 km² cobertos por água. French Settlement localiza-se a aproximadamente 2 m acima do nível do mar.

## Localidades na vizinhança
O diagrama seguinte representa as localidades num raio de 24 km ao redor de French Settlement.